# 法蘭西斯·般斯
法蘭西斯·般斯（英語：Francis Burns，1948年10月17日—) ，前蘇格蘭足球運動員。

## 球員生涯

### 曼聯
般斯是一名才華洋溢的左後衛，曾擔任蘇格蘭學生隊隊長，並獲得蘇格蘭青年國際榮譽。1965年，他加盟曼聯，1967年9月上演地標戰。他為球會上陣156次（當中13次為後備上陣），攻入7球。
雖然，沙爾·賓倫在1968年歐洲冠軍球會盃決賽取代他的位置，般斯仍在1968年曼聯歐冠決賽路上陣六次。為曼聯效力期間，他曾三次接受軟骨手術。

### 修咸頓
1972年，修咸頓領隊泰特·碧斯以5萬英鎊羅致般斯。他不幸仍受傷勢困擾，需要進一步進行軟骨手術，且大腿受傷嚴重。他無法取代祖·卻普成為首選左後衛，球季末段更被新晉年輕球員史提夫·米爾斯取代位置。回到蘭開郡前，他為修咸頓上陣21次。

### 普雷斯頓
1973年，他成為普雷斯頓領隊，曼聯前隊友的首宗簽約。8月23日對阿士東維拉的比賽上演地標戰，季末成為球會年度最佳球員。他為球會上陣314次（包括2次後備上陣），攻入9球。

### 沙姆洛克流浪
1981年10月，他轉投沙姆洛克流浪，同月11日上演地標戰。他為球會上陣20次，包括新年前夕的聯賽盃決賽敗仗。他的經驗和激勵對年輕球隊有莫大幫助。

## 國家隊生涯
1969年11月5日，他唯一一次為國家隊上陣，對手是奧地利。

## 退役後生活
1987年2月，他移居珀斯，建立工業清潔業務，以及執教地區足球。

## 外部連結
- 法蘭西斯·般斯在National-Football-Teams.com（英语）
- 法蘭西斯·般斯在kicker（德语）
- 法蘭西斯·般斯在EU-Football.info（英语）
- 法蘭西斯·般斯在FootballDatabase.eu（英语）
- 法蘭西斯·般斯在Transfermarkt（英语）